# 亨利·科澤尼
亨利·科澤尼（Henry Czerny，/ˈtʃɛərni/，1959年2月8日—）是加拿大的一位電影、舞台和電視演員。
他最著名的作品是在美國ABC肥皂劇《復仇》中飾演Conrad Grayson角色。

## 演出作品

### 電影
- 《聖文森的男孩們》 1992年
- 《迫切的危機》 1994年
- 《不可能的任務》 1996年
- 《夜幕低垂》1995年
- 《粉紅豹》 2006年
- 《為巴比祈禱》2009年
- 《天龍特攻隊》 2010年
- 《弒婚遊戲》 2019年
- 《不可能的任務：致命清算》 2023年
- 《不可能的任務：最終清算》 2025年
- 《我瞞的聖誕》 2024年

### 電視
- 《復仇》 2010~2015年

## 外部鏈結
- Henry Czerny在互联网电影资料库（IMDb）上的資料（英文）
- 互聯網百老匯資料庫（IBDB）上亨利·科澤尼的資料（英文）